# Thành phố trực thuộc chủ thể liên bang
Thành phố trực thuộc chủ thể liên bang là đơn vị hành chính thuộc chủ thể liên bang của Nga có địa vị tương đương với quận nhưng được thành lập trên cơ sở các thành phố lớn và thường bao gồm cả vùng nông thôn bao quanh.

## Mô tả
Theo Hiến pháp năm 1993 của Nga, cấu trúc hành chính - lãnh thổ của các chủ thể liên bang không được quy định là trách nhiệm của chính phủ liên bang hay trách nhiệm chung của chính phủ liên bang và các chủ thể liên bang. Quy định về các vấn đề này theo truyền thống được chính phủ của các chủ thể liên bang giải thích như một dấu hiệu cho thấy các vấn đề về đơn vị hành chính-lãnh thổ hoàn toàn thuộc trách nhiệm của chính các chủ thể liên bang. Kết quả là, cấu trúc hành chính-lãnh thổ của các chủ thể liên bang hiện nay rất khác nhau giữa các chủ thể liên bang với nhau; bao gồm cách thức tổ chức các thành phố trực thuộc chủ thể liên bang và việc lựa chọn một thuật ngữ để chỉ các thực thể đó. Trong các chủ thể liên bang có các đơn vị hành chính-lãnh thổ đóng cửa, các chủ thể đó thường có địa vị tương đương. Đôi khi, địa vị này cũng được áp dụng cho các khu vực được tổ chức xung quanh các địa điểm tập trung dân cư chưa phải là thành phố mà là các khu định cư kiểu đô thị nhỏ hơn.

## Danh sách định danh
Tính đến năm 2013, có các loại thực thể sau được công nhận:
| Định danh                                       | Định danh tiếng Anh                                      | Định danh tiếng Nga                                           | Thuộc chủ thể | Loại chủ thể cấp trên |
| ----------------------------------------------- | -------------------------------------------------------- | ------------------------------------------------------------- | --- | --------------------- |
| Đơn vị hành chính-lãnh thổ loại đặc biệt        | Administrative-territorial formation with special status | административно-территориальное образование с особым статусом | Cộng hòa Kalmykia | nước cộng hòa         |
| Thành phố                                       | City                                                     | город                                                         | các nước Cộng hòa Dagestan, Cộng hòa Kalmykia, và Cộng hòa Khakassia | nước cộng hòa         |
| Thành phố trực thuộc nước cộng hòa              | City of republic significance                            | город республиканского значения                               | các nước Cộng hòa Bashkortostan, Cộng hòa Buryatia, Cộng hòa Chechnya, Cộng hòa Chuvashia, Cộng hòa Krym, Cộng hòa Ingushetia, Cộng hòa Kabardino-Balkaria, Cộng hòa Karachay–Cherkessia, Cộng hòa Kareliya, Cộng hòa Komi, Cộng hòa Mari El, Cộng hòa Mordovia, Cộng hòa Tatarstan, và Cộng hòa Udmurtia | nước cộng hòa         |
| Thành phố trực thuộc nước cộng hòa              | City under republic jurisdiction                         | город республиканского подчинения                             | Cộng hòa Sakha và Cộng hòa Bắc Ossetia-Alania | nước cộng hòa         |
| Thành phố trực thuộc nước cộng hòa (khu đô thị) | City under republic jurisdiction (urban okrug)           | город республиканского подчинения (городской округ)           | Cộng hòa Tuva | nước cộng hòa         |
| Đơn vị hành chính-lãnh thổ đóng cửa             | Closed administrative-territorial formation              | закрытое административно-территориальное образование          | Cộng hòa Bashkortostan | nước cộng hòa         |
| Khu đô thị cộng hòa                             | Republican urban okrug                                   | республиканский городской округ                               | Cộng hòa Adygea | nước cộng hòa         |
| Khu đô thị                                      | Urban okrug                                              | городской округ                                               | Cộng hòa Altai | nước cộng hòa         |
| Thành phố                                       | City                                                     | город                                                         | biên khu (vùng) Krasnodar | biên khu              |
| Thành phố trực thuộc biên khu                   | City of krai significance                                | город краевого значения                                       | các biên khu (vùng) Altai, Khabarovsk, Perm, và Stavropol | biên khu              |
| Thành phố trực thuộc biên khu                   | City under krai jurisdiction                             | город краевого подчинения                                     | các biên khu (vùng) Kamchatka và Primorsky | biên khu              |
| Đơn vị hành chính-lãnh thổ đóng cửa             | Closed administrative-territorial formation              | закрытое административно-территориальное образование          | Cộng hòa Altai, biên khu (vùng) Krasnoyarsk và Perm | biên khu              |
| Thành phố biên khu                              | Krai city                                                | краевой город                                                 | biên khu (vùng) Krasnoyarsk | biên khu              |
| Thành phố                                       | City                                                     | город                                                         | các tỉnh Chelyabinsk, Irkutsk, Ivanovo, Kaluga, Kirov, Murmansk, Novosibirsk, Orenburg, Pskov, Sverdlovsk, Tyumen, và Vladimir | tỉnh                  |
| Thành phố trực thuộc tỉnh                       | City of oblast significance                              | город областного значения                                     | các tỉnh Arkhangelsk, Astrakhan, Belgorod, Kaliningrad, Kostroma, Kursk, Magadan, Nizhny Novgorod, Novgorod, Omsk, Oryol, Penza, Ryazan, Sakhalin, Samara, Saratov, Tambov, Ulyanovsk, Volgograd, Vologda, và Yaroslavl                                                                                   | tỉnh                  |
| Thành phố trực thuộc tỉnh                       | City under oblast jurisdiction                           | город областного подчинения                                   | các tỉnh Kemerovo, Kurgan, Lipetsk, Moskva, Tomsk, và Tula | tỉnh                  |
| Thành phố tự quản                               | City with the jurisdictional territory                   | город с подведомственной территорией                          | tỉnh Murmansk | tỉnh                  |
| Đơn vị hành chính-lãnh thổ đóng cửa             | Closed administrative-territorial formation              | закрытое административно-территориальное образование          | các tỉnh Astrakhan, Kirov, Moskva, Murmansk, Orenburg, Saratov, Sverdlovsk, và Vladimir | tỉnh                  |
| Đô thị tự quản khu nội thành                    | Municipal formation with urban okrug status              | муниципальное образование со статусом городского округа       | tỉnh Leningrad | tỉnh                  |
| Khu                                             | Okrug                                                    | округ                                                         | tỉnh Tver | tỉnh                  |
| Khu hành chính đô thị/thành phố trực thuộc tỉnh | Urban administrative okrug/city of oblast significance   | городской административный округ/город областного значения    | tỉnh Bryansk | tỉnh                  |
| Khu định cư kiểu đô thị trực thuộc tỉnh         | Urban-type settlement of oblast significance             | посёлок городского типа областного значения                   | các tỉnh Chelyabinsk và Kaliningrad | tỉnh                  |
| Khu định cư kiểu đô thị trực thuộc tỉnh         | Urban-type settlement under oblast jurisdiction          | посёлок городского типа областного подчинения                 | tỉnh Kemerovo | tỉnh                  |
| Khu đô thị                                      | Urban okrug                                              | городской округ                                               | Amur, Rostov, Smolensk, và Voronezh | tỉnh                  |
| Thành phố trực thuộc khu tự trị                 | City of okrug significance                               | город окружного значения                                      | các khu tự trị Chukotka, Khanty-Mansi, Nenets, và Yamalo-Nenets | khu tự trị            |
| Thành phố trực thuộc tỉnh                       | City of oblast significance                              | город областного значения                                     | Tỉnh tự trị Do Thái | tỉnh tự trị           |